# Andreas Jung (Schauspieler)
Andreas Jung (* 17. Januar 1960 in Beselich-Schupbach) ist ein deutscher Schauspieler.

## Leben und Karriere
Nach seinem Abitur 1978 entschied sich Jung für eine Schauspielausbildung an der Schauspielschule „Schauspiel München“.
Er begann seine Karriere 1984 unter dem Namen Andreas Sportelli, unter dem er u. a. in Kunyonga – Mord in Afrika (1986), Schloß Königswald (1988), Herr Ober! (1992), Der Papagei (1992) und Leni (1993) auftrat.
Von Dezember 1990 bis März 1991 war er unter dem Namen Andreas Similia Moderator der Spielshow Hopp oder Top auf Tele 5.
Nach Mitwirkung in über 30 Film- und TV-Produktionen übernahm er als Benedikt von Anstetten in Verbotene Liebe von April 1996 bis November 1996 (in den Folgen 306 bis 440) seine erste Hauptrolle in einer Seifenoper.
Weitere TV-Hauptrollen hatte er als Hausarzt und „Frauenschwarm“ Dr. Jochen Berger in Marienhof (2001–2004, 2009) und in der Telenovela Lena – Liebe meines Lebens (als Mathias März, 2010–2011).
Episodenrollen hatte Jung u. a. in den Fernsehserien Forsthaus Falkenau, Dr. Stefan Frank – Der Arzt, dem die Frauen vertrauen und Medicopter 117 – Jedes Leben zählt. Im Dreiteiler Der Wunschbaum (2004) war er als Oberstleutnant Gutmann zu sehen. In Nebenrollen wirkte Jung auch in einigen internationalen Produktionen mit.
In dem Dokumentarspiel Hahnemanns Medizin – Vom Wesen der Homöopathie (2006) von Regisseurin Elfi Mikesch verkörperte Jung den Arzt und Entdecker der Homöopathie Samuel Hahnemann (1755–1843). Jung ist Autor, Sprecher und Realisator des Hörspiels Die Entdeckung der Homöopathie und des Organon-Hörbuch der Heilkunst.
Zudem produzierte Andreas Jung die ersten 35 Paragraphen des Organon der Heilkunst als Lehr-DVD. Nach eigener Idee entwickelte Andreas Jung in Zusammenarbeit mit dem Regisseur Michael Halstead zwei Theaterstücke zur Homöopathie, Hahnemann & Klockenbring – verrückter Arzt heilt Wahnsinnigen und Großen Seelen ist gar viel gegönnt. Beide Stücke wurden bereits mehrfach erfolgreich im In- und Ausland aufgeführt.
Andreas Jung lebt in Dresden (Sachsen).

## Filmografie (Auswahl)
- 1986: Kunyonga – Mord in Afrika
- 1988: Schloß Königswald
- 1991: Forsthaus Falkenau: Manöver (Fernsehserie, eine Folge)
- 1992: Herr Ober!
- 1992: Der Papagei
- 1993: Death Train – Express in den Tod (Death Train)
- 1993: Die Abenteuer des jungen Indiana Jones (Young Indy)
- 1993: Leni
- 1993–1994: Liebe ist Privatsache
- 1994: Doomsday Gun – Die Waffe des Satans (Doomsday Gun)
- 1996–1997: Verbotene Liebe
- 1999: Rosamunde Pilcher: Blüte des Lebens (Fernsehreihe)
- 2001: Medicopter 117 – Jedes Leben zählt: Die einzigen Zeugin (Fernsehserie, eine Folge)
- 2001–2004; 2009: Marienhof
- 2004: Der Wunschbaum
- 2006: Hahnemanns Medizin (Dokumentarfilm)
- 2010–2011: Lena – Liebe meines Lebens